# جمشید سماواتیان
جمشید سماواتیان (زادهٔ ۱۳۱۷ – درگذشتهٔ ۱۴۰۰) نقاش نوگرای ایرانی بود.

## زندگی‌نامه
جمشید سماواتیان متولد ۱۳۱۷ در اصفهان بود و فعالیت هنری را از کودکی آغاز کرد. از سال ۱۳۳۸ وارد دانشکده هنرهای زیبای دانشگاه تهران شد. سماواتیان از چهره‌های نسل دوم نقاشان نوگرای ایران، در دوره‌ای در دانشکده هنرهای زیبای تهران هنرآموزی می‌کرد که هم آموزه‌های علی‌محمد حیدریان از شاگردان برجسته کمال‌الملک، در دانشکده نفوذ داشت، هم دورهٔ هنرمندانی همچون علی اکبر صادقی، رویین پاکباز و عباس کیارستمی و هم استادان نوگرایی چون محمود جوادی‌پور به کار آموزش مشغول بودند.
او متأثر از هنرهای سنتی و دیوارنگاره‌های عصر صفوی زادگاهش اصفهان به خلق آثاری پرداخته که یادآور و نشان‌دهنده گذر زمان و تخریبی است که بر هنرهای سنتی ایران رفته‌است. سماواتیان با تسلط بی‌نظیر بر انواع ابزارها و تکنیک‌های غیرمتعارف، به احیای هنر گذشته ایرانی با نگاهی نو و بن‌مایه‌های انتزاعی اهتمام ورزیده‌است.
این هنرمند پیش‌کسوت، در نقاشی‌های نیمه‌فیگوراتیو خود از موادی چون خاک، گل، گچ، مواد ترکیبی، ورق‌های طلا و نقره همراه با شیوه‌های مختلف پتینه‌کاری بهره می‌گیرد تا فرسودگی، ریختگی و ترک‌ها را به نمایش بگذارد.به اعتقاد کارشناسان و اساتید حوزه نقاشی، همین استفاده از مواد غیرمتعارف به آثار او خصوصیتی معاصر بخشیده بود. صادق تبریزی از سماواتیان به عنوان پدر پتینه ایران یاد می‌کرد.
نخستین نمایشگاه انفرادی او سال ۱۳۴۳ در هتل هیلتون تهران برگزار شد. آخرین نمایشگاه انفرادی او با نام «میراث» از دهم تا بیست و یکم بهمن ۱۳۹۹ در نگارخانه «نگر» برگزار شد. او همچنین دارای نشان درجه یک هنر (دکترا) در نقاشی و عضو مؤسسه هنرمندان پیش‌کسوت ایران بود.

## درگذشت
جمشید سماواتیان ۲۳ مهرماه ۱۴۰۰ در سن ۸۳ سالگی درگذشت.